# Hospital (districte de València)
L'Hospital fou un antic districte de la ciutat de València existent entre aproximadament la fi del segle XIX i l'any 1939. El districte ocupava els actuals barris d'El Mercat, Sant Francesc i Velluters al districte de Ciutat Vella; La Roqueta i Arrancapins al districte d'Extramurs; La Raïosa i La Creu Coberta al districte de Jesús i el barri de Patraix al districte homònim.
Es pot dir que el traçat del districte anà paral·lel al del camí vell de Picassent. El districte rep el nom d'Hospital per ser on es trobava llavors l'antic Hospital General de València i l'antiga Facultat de Medicina que actualment són la Biblioteca Pública de València.

## Seccions censals
- Secció 56: C/ Quevedo
- Secció 57: C/ Guillem de Castro
- Secció 58: Pl/ Pellicers, 4
- Secció 59: C/ Presseguer, 5
- Secció 60: C/ Maldonado, 35
- Secció 61: C/ del Pilar, 15
- Secció 62: C/ Hospital, 13
- Secció 63: C/ Conca
- Secció 64: C/ Guillem de Castro, 37
- Secció 65: C/ Cervantes, 9
- Secció 66: C/ Convent Jerusalem
- Secció 67: C/ Sant Vicent, 246
- Secció 68: C/ Sant Vicent, 253
- Secció 69: C/ Jesús, 14
- Secció 70: Escola de La Closa
- Secció 71: La Creu Coberta
- Secció 72: C/ Nicolás Factor, 20
- Secció 73: Camí de Picassent

## Demografia
| Població | 18.529 | 28.588 | 33.586 | 40.734 |

## Representació electoral
La següent taula presenta un resum dels regidors elegits al districte durant les eleccions municipals al tems que va existir el districte.
| Candidatura           | Candidatura | 1901 | 1903 | 1905 | 1909 I | 1909 II | 1911 | 1913 | 1915 | 1917 | 1920 | 1922 | 1931 |
|                       | FR/PURA     | 1    | n/a  | n/a  | n/a    | n/a     | n/a  | n/a  | -    | -    | -    | 2    | 2    |
|                       | PL          | 1    | n/a  | n/a  | n/a    | n/a     | n/a  | n/a  | n/a  | n/a  | n/a  | 1    | -    |
|                       | PC          | 0    | n/a  | n/a  | n/a    | n/a     | n/a  | n/a  | n/a  | n/a  | n/a  | 0    | -    |
|                       | CT          | -    | n/a  | n/a  | n/a    | n/a     | n/a  | n/a  | n/a  | n/a  | n/a  | -    | -    |
|                       | PSOE        | -    | -    | -    | -      | -       | -    | -    | -    | -    | -    | -    | 1    |
|                       | Ind.        | 0    | n/a  | n/a  | n/a    | n/a     | n/a  | n/a  | n/a  | n/a  | n/a  | -    | 2    |
| Regidors              | Regidors    | 2    | n/a  | n/a  | n/a    | n/a     | n/a  | n/a  | n/a  | n/a  | n/a  | 3    | 5    |
| Fonts: Las Provincias |             |      |      |      |        |         |      |      |      |      |      |      |      |